# Saison 2014-2015 des Timberwolves du Minnesota
La saison 2014-2015 des Timberwolves du Minnesota est la 26e saison de la franchise au sein de la NBA.

## Draft
| Tour | Choix | Joueur             | Poste | Nationalité | Provenance              |
| ---- | ----- | ------------------ | ----- | ----------- | ----------------------- |
| 1    | 13    | Zach LaVine        | SG    | États-Unis  | UCLA                    |
| 2    | 40    | Glenn Robinson III | SF    | États-Unis  | Michigan                |
| 2    | 44    | Markel Brown       | SG    | États-Unis  | Oklahoma State          |
| 2    | 53    | Alessandro Gentile | SF    | Italie      | Olimpia Milano (Italie) |

## Classements de la saison régulière
| Conférence Ouest | Conférence Ouest                | Conférence Ouest | Conférence Ouest | Conférence Ouest | Conférence Ouest | Conférence Ouest | Conférence Ouest |
| No               | Franchise                       | Vic.             | Def.             | MJ               | MR               | % V/D            | RV               |
| ---------------- | ------------------------------- | ---------------- | ---------------- | ---------------- | ---------------- | ---------------- | ---------------- |
| 1                | Warriors de Golden State        | 67               | 15               | 82               | 0                | 81,7%            | -                |
| 2                | Rockets de Houston              | 56               | 26               | 82               | 0                | 68,3%            | 11               |
| 3                | Clippers de Los Angeles         | 56               | 26               | 82               | 0                | 68,3%            | 11               |
| 4                | Trail Blazers de Portland¹      | 51               | 31               | 82               | 0                | 62,2%            | 16               |
| 5                | Grizzlies de Memphis            | 55               | 27               | 82               | 0                | 67,1%            | 12               |
| 6                | Spurs de San Antonio T          | 55               | 27               | 82               | 0                | 67,1%            | 12               |
| 7                | Mavericks de Dallas             | 50               | 32               | 82               | 0                | 61,0%            | 17               |
| 8                | Pelicans de La Nouvelle-Orléans | 45               | 37               | 82               | 0                | 54,9%            | 22               |
|                  |                                 |                  |                  |                  |                  |                  |                  |
| 9                | Thunder d'Oklahoma City         | 45               | 37               | 82               | 0                | 54,9%            | 22               |
| 10               | Suns de Phoenix                 | 39               | 43               | 82               | 0                | 47,6%            | 28               |
| 11               | Jazz de l'Utah                  | 38               | 44               | 82               | 0                | 46,3%            | 29               |
| 12               | Nuggets de Denver               | 30               | 52               | 82               | 0                | 36,6%            | 37               |
| 13               | Kings de Sacramento             | 29               | 53               | 82               | 0                | 35,4%            | 38               |
| 14               | Lakers de Los Angeles           | 21               | 61               | 82               | 0                | 25,6%            | 46               |
| 15               | Timberwolves du Minnesota       | 16               | 66               | 82               | 0                | 19,5%            | 51               |

| Division Nord-Ouest       | V  | D  | MJ | % V/D | GB | Dom   | Ext   | Div  | Conf  |
| ------------------------- | -- | -- | -- | ----- | -- | ----- | ----- | ---- | ----- |
| Trail Blazers de Portland | 51 | 31 | 82 | 62,2% | -  | 32-9  | 19-22 | 11-5 | 31-21 |
| Thunder d'Oklahoma City   | 45 | 37 | 82 | 54,9% | 6  | 29-12 | 16-25 | 10-6 | 25-27 |
| Jazz de l'Utah            | 38 | 44 | 82 | 46,3% | 13 | 21-20 | 17-24 | 9-7  | 23-29 |
| Nuggets de Denver         | 30 | 52 | 82 | 36,6% | 21 | 19-22 | 11-30 | 6-10 | 19-33 |
| Minnesota Timberwolves    | 16 | 66 | 82 | 19,5% | 35 | 9-32  | 7-34  | 4-12 | 7-45  |

## Effectif
| Timberwolves du Minnesota Effectif 2014-2015 |    |                        |                    |                      |
| Entraîneur : Flip Saunders                   |    |                        |                    |                      |
| Arrière                                      | 7  | Drapeau des États-Unis | Lorenzo Brown      | North Carolina State |
| Ailier                                       | 10 | Drapeau des États-Unis | Chase Budinger     | Arizona              |
| Pivot                                        | 5  | Drapeau du Sénégal     | Gorgui Dieng       | Louisville           |
| Ailier fort                                  | 21 | Drapeau des États-Unis | Kevin Garnett      | Farragut HS          |
| Pivot                                        | 41 | Drapeau des États-Unis | Justin Hamilton    | LSU                  |
| Ailier                                       | 4  | Drapeau des États-Unis | Robbie Hummel      | Purdue               |
| Arrière                                      | 8  | Drapeau des États-Unis | Zach LaVine        | UCLA                 |
| Arrière                                      | 23 | Drapeau des États-Unis | Kevin Martin       | Western Carolina     |
| Ailier                                       | 15 | Drapeau des États-Unis | Shabazz Muhammad   | UCLA                 |
| Arrière                                      | 12 | Drapeau des États-Unis | Gary Neal          | Towson               |
| Ailier fort                                  | 50 | Drapeau des États-Unis | Arinze Onuaku      | Syracuse             |
| Ailier fort                                  | 3  | Drapeau des États-Unis | Adreian Payne      | Michigan State       |
| Pivot                                        | 14 | Drapeau du Monténégro  | Nikola Peković (C) | Monténégro           |
| Meneur                                       | 9  | Drapeau de l'Espagne   | Ricky Rubio (C)    | Espagne              |
| Ailier                                       | 22 | Drapeau des États-Unis | Andrew Wiggins     | Kansas               |
| (C) - Capitaine, Blessé                      |    |                        |                    |                      |

## Statistiques
| Joueur           | MJ | MC | MPG  | FG%  | 3P%  | FT%  | RPG | APG | SPG | BPG | PPG  |
| ---------------- | -- | -- | ---- | ---- | ---- | ---- | --- | --- | --- | --- | ---- |
| Ricky Rubio      | 22 | 22 | 31.5 | .356 | .255 | .803 | 5.7 | 8.8 | 1.7 | 0   | 10.3 |
| Andrew Wiggins   | 82 | 82 | 36.2 | .437 | .310 | .760 | 4.6 | 2.1 | 1   | 0.6 | 16.9 |
| Kevin Martin     | 39 | 36 | 33.4 | .427 | .393 | .881 | 3.6 | 2.3 | 0.8 | 0   | 20   |
| Kevin Garnett    | 47 | 47 | 20.3 | .467 | .143 | .800 | 6.6 | 1.6 | 1   | 0.4 | 6.9  |
| Gorgui Dieng     | 73 | 49 | 30   | .506 | .167 | .783 | 8.3 | 2   | 1   | 1.7 | 9.7  |
| Zach LaVine      | 77 | 40 | 24.7 | .422 | .341 | .842 | 2.8 | 3.6 | 0.7 | 0.1 | 10.1 |
| Nikola Peković   | 31 | 29 | 26.3 | .424 | .000 | .837 | 7.5 | 0.9 | 0.6 | 0.4 | 12.5 |
| Shabazz Muhammad | 38 | 13 | 22.8 | .489 | .392 | .717 | 4.1 | 1.2 | 0.5 | 0.2 | 13.5 |
| Gary Neal        | 54 | 1  | 22.1 | .374 | .305 | .867 | 2.4 | 1.9 | 0.4 | 0   | 10.1 |
| Chase Budinger   | 67 | 4  | 19.2 | .433 | .364 | .827 | 3   | 1   | 0.7 | 0.1 | 6.8  |
| Lorenzo Brown    | 29 | 7  | 18.9 | .426 | .214 | .632 | 2.4 | 3.1 | 1   | 0.2 | 4.2  |
| Ronny Turiaf     | 2  | 0  | 9.5  | .000 | .000 | .000 | 0.5 | 1   | 0   | 0   | 0    |
| Adreian Payne    | 32 | 22 | 23.2 | .414 | .111 | .652 | 5.1 | 0.9 | 0.6 | 0.3 | 6.7  |
| Justin Hamilton  | 41 | 14 | 17.4 | .478 | .323 | .830 | 3.3 | 0.9 | 0.7 | 0.7 | 5.3  |
| Anthony Bennett  | 57 | 3  | 15.7 | .421 | .304 | .641 | 3.8 | 0.8 | 0.5 | 0.3 | 5.2  |
| Robbie Hummel    | 45 | 4  | 16.5 | .459 | .314 | .820 | 3   | 0.6 | 0.4 | 0.2 | 4.4  |